# Виктор Пацаев
Виктор Иванович Пацаев е летец-космонавт на СССР, герой на Съветския съюз. Загива при разхерметизация на спускаемия апарат по време на кацането на „Союз 11“.

## Биография
Роден е на 19 юни 1933 г. в Актюбинск, Казахска ССР. През Втората световна война баща му загива на фронта. През септември 1948 г. семейството му се премества в гр. Нестеров, Калининградска област. През 1950 г. завършва училище и постъпва в Пензенския индустриален институт, Факултет по фина механика, специалност „Електроноизчислитени машини“.
Дипломира се през 1955 г. и започва работа в Централната аерологическа обсерватория на Хидрометеорологичната служба на СССР. Участва в конструирането на прибори за метеорологичните ракети. През 1958 г. започва работа в ОКБ-1 (конструкторското бюро на Сергей Корольов).

## Космонавтика
От 1968 е приет в отряда на космонавтите. През 1971 извършва полет в космоса като инженер-изследовател на космическия кораб „Союз 11“ и орбиталната космическа станция „Салют-1“. Полетът продължава 23 денонощия 18 часа 21 минута 43 секунди. При спускането към Земята става разхерметизация на спускаемия апарат на „Союз-11“ и екипажът, в състав Георгий Доброволски, Владислав Волков и Виктор Пацаев, загива.
Пацаев и колегите му от екипажа на „Союз-11“ са погребани в Кремълската стена на Червения площад в Москва.

## Награди
- Герой на Съветския съюз, посмъртно (1971)
- Носител на Орден „Ленин“

## Памет
На В. Пацаев са наречени:
- кратер на Луната и малка планета № 1791 Patsayev;
- научноизследователският кораб „Космонавт Виктор Пацаев“;
- улици във Владивосток, Долгопрудни, Калининград, Калуга, Пенза, Ростов на Дон (Русия), Актобе и Сатпаев (Казахстан), Кропивницки (Украйна) и др.

Монтирани са паметни плочи в Калуга, в Пенза – на сграда на Пензенския държавен университет, в с. Рождествено (Самарска област) – на ул. „Пацаев“ № 16, в Долгопрудни – на къща на ул. Първомайска, където е живял, и на сградата на Централната аерологическа обсерватория.
В средното училище на гр. Нестеров, Калининградска област е открит музей „В. Пацаев“. В двора на училище № 39 в Пенза е издигната колона „В. Пацаев“.
На Виктор Пацаев, Владислав Волков, Георгий Доброволски, а също така и на Владимир Комаров са наречени 4 планети в популярната компютърна игра Mass Effect 2 (съзвездие Память скопления Центр Аида).